# هنري ماكبرايد (صحفي)
هنري ماكبرايد (بالإنجليزية: Henry McBride)‏ هو صحفي أمريكي، ولد في 25 يوليو 1867، وتوفي في 31 مارس 1962.